# Aruga Nagao

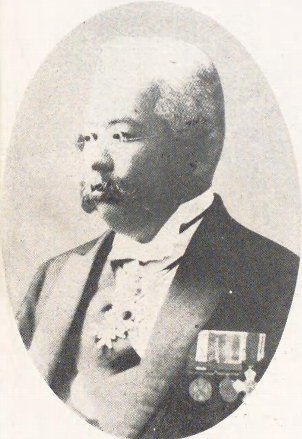
Aruga Nagao

Aruga Nagao bzw. Ariga Nagao (jap. 有賀 長雄; * 13. November 1860 (traditionell: Man’en 1/10/1); † 17. Juni 1921) war ein japanischer Rechtswissenschaftler und Soziologe.
Aruga Nagao wurde als ältester Sohn von Aruga Akinaga (有賀 長隣) geboren. Er lernte an der Englischschule Osaka (大阪英語学校, Ōsaka eigo gakkō), dann die Kaisei-Schule (開成学校, Kaisei gakkō) und dann die Universität Tokio, an der er 1882 seinen Abschluss in Geisteswissenschaften machte. Anschließend kompilierte er dort als außerordentlicher Professor (準助教授, junjo kyōju) die japanische Sozialgeschichte. Diese veröffentlichte er schließlich 1883 als dreibändiges Werk mit dem Titel Shakaigaku (Kyūjitai: 社會學, Shinjitai: 社会学, dt. „Soziologie“) und gilt damit als einer der Begründer der japanischen Soziologie. Seine Lehre basiert in Anlehnung an Herbert Spencer auf der Theorie der sozialen Evolution.
1884 wurde er Sekretär (書記官, shokikan) im japanischen Senat (Genrōin). Anschließend war er Sekretär im Geheimen Staatsrat (Sūmitsu-in), Sekretär (秘書官, hishokan) des Premierministers, hatte aber weitere hohe Ämter z. B. im Landwirtschafts- und im Handelsministerium inne.
1886 hatte er ein einjähriges Auslandsstudium in Europa. An der Universität Berlin lehrte er japanische Sozialgeschichte und lernte autodidaktisch europäische Geschichte und Psychologie. Einen Monat vor Verkündigung der Meiji-Verfassung veröffentlichte er Kokkagaku (国家学, dt. „Staatslehre“). 1897 erhielt er den Doktorgrad in Rechtswissenschaften und 1911 in Geisteswissenschaften. An der Waseda-Universität wurde er ordentlicher Professor und Ratsmitglied (評議員, hyōgiin). Zusätzlich war er Direktor der Teishitsu-seido-chōsa-kyoku (帝室制度調査局, dt. „Untersuchungsbehörde der Institution der kaiserlichen Familie“). Er lehrte auch an der Heereshochschule.
Während des Russisch-Japanischen Kriegs 1904/1905 war er Ratgeber für die japanische Armee in Sachen Völkerrecht. Nach dem Krieg ging er noch dreimal zum Studium nach Europa und schrieb Nichi-Ro-sen’eki Kokusaihōron (日露戦役国際法論, dt. „Über das Völkerrecht im Russischen-Japanischen Krieg“).
Er war mehrmals für das japanische Rote Kreuz bei der internationalen Rotkreuz-Konferenzen anwesend, und 3 Mal bei den Haager Friedenskonferenzen.
1913 folgte er einer Einladung Yuan Shikais – des Präsidenten der Republik China – und wurde dessen Rechtsberater.